# Гараж (посёлок)
Гараж — посёлок сельского типа в Жарковском районе Тверской области. Относится к Жарковскому сельскому поселению.
Находится в 13 км к северу от районного центра пгт Жарковский, на озере Песотно. В 2,5 км к востоку — посёлок Кащёнки и одноимённый остановочный пункт на железнодорожной линии Земцы — Жарковский.
К югу от посёлка большой болотный массив Пелецкий Мох.

## История
Возник в 1950-е годы. В 2000-х годах прославился фиктивной регистрацией по месту проживания жителей Приднестровья, необходимой им для получения российского гражданства.

## Население
Население по переписи 2002 года — 91 человек, 36 мужчин, 55 женщин. В посёлке 7 улиц и 2 переулка. В 1960-е годы была начальная школа.